# بنك دي بريفيشون سوسيال
البنك دي بريفيشون سوسيال (بالعربية: "بنك الادخار الاجتماعي") هو معهد الضمان الاجتماعي الاورغواي المملوك للدولة. تم تأسيسها في دستور عام 1967 ، وهي مسؤولة عن تنسيق وتنظيم وتنفيذ خدمات الرعاية الاجتماعية والضمان الاجتماعي في الدولة. 

## تاريخ البنك
كانت الأوروغواي واحدة من أوائل الدول في أمريكا اللاتينية التي لديها نظام للضمان الاجتماعي. ومع ذلك، كان في أصوله عبارة عن مجموعة من صناديق التقاعد المختلفة التي تم إنشاؤها بين نهاية القرن التاسع عشر وبداية القرن العشرين: صندوق التقاعد المدرسي (1896-1934)، وصندوق التقاعد المدني (1904-1934، 1948-1967)، وصندوق التقاعد العسكري (1911)، وصندوق موظفي الخدمات العامة (1919)، وصندوق موظفي نادي الفروسية (1923)، وصندوق موظفي البنوك (1925)، وصندوق الصناعة والتجارة (1928-1934، 1948-1967)، وصندوق الصناعة والتجارة والخدمات العامة (1934-1948). في عام 1919 صدر قانون معاشات الشيخوخة. وأخيرًا، أسس دستور عام 1967 لتأسيس بنك الادخار الاجتماعي ، الذي وحد أكبر عدد من بنوك الادخار من حيث عدد الشركات التابعة: المدنية، والصناعية والتجارية، والريفية. 
خلال الدكتاتورية المدنية العسكرية، تم استبدال الهيئة بإدارة الأمن الاجتماعي العامة من خلال القانون المؤسسي رقم 9، بتاريخ 23 أكتوبر 1979. ومع ذلك، ستستعيد المؤسسة اسمها السابق بعد موافقة القانون رقم 15.800، من 17 يناير 1989.